# 藤原一二
藤原 一二（ふじわら いちじ、1946年〈昭和21年〉10月12日 - ）は日本の政治家。元川俣町収入役、元済生会川俣病院事務長、元済生会川俣光風園施設長。
2021年（令和3年）2月26日より川俣町長を務める。
2017年（平成29年）に川俣町長選挙へ初めて出馬したが、次点に終わる。その後は行政書士として活動してきたが、2021年（令和3年）2月9日告示、同年2月14日投開票の川俣町長選挙（投票者総数7,211名）にて3,790票得票し、当選した。